# Wojny (województwo warmińsko-mazurskie)
Wojny – wieś w Polsce położona w województwie warmińsko-mazurskim, w powiecie piskim, w gminie Biała Piska. W latach 1975–1998 miejscowość należała administracyjnie do województwa suwalskiego.

## Historia
Wieś powstała w ramach kolonizacji Wielkiej Puszczy. Wcześniej był to obszar Galindii. Wieś ziemiańska, dobra służebne w posiadaniu drobnego rycerstwa (tak zwani wolni, ziemianie w język staropolskim), z obowiązkiem służby rycerskiej (zbrojnej). Wieś wzmiankowana już w 1452 r., lokowana przez Zygfryda Flach von Schartzburga w 1471 r., na 27 łanach na prawie magdeburskim, obejmujących częściowo dobra wsi Włosty, z obowiązkiem dwóch służb zbrojnych. Przywilej otrzymali bracia Rakowscy – Gierzymił, Mikołaj i Janik. W XV w. wieś wymieniana w dokumentach pod nazwą Voynen, Woynen.